# Fred Talbot (Fußballspieler)
Frederick „Fred“ Talbot (* 7. August 1885 in Golborne; † 1959) war ein englischer Fußballspieler.

## Karriere
Talbot spielte gemeinsam mit Billy Hibbert in einem Lads' Club in Golborne und später auch für die örtliche Männermannschaft. In der Folge spielte er für Newton-le-Willows in der Second Division der Lancashire Combination, bevor er im Februar 1907 zum FC Bury in die Football League First Division kam. Bis zu diesem Zeitpunkt soll er für Newton-le-Willows über 20 Saisontore erzielt haben. Der lediglich 161 cm große Angreifer kam mit dem Ruf, mit „unübertrefflicher Leichtigkeit“ Tore zu erzielen und sorgte bei seinem ersten Auftritt für das Reserveteam gegen Colne für ein erhöhtes Zuschaueraufkommen. Dazu dürfte auch beigetragen haben, dass sein jugendlicher Mitspieler Hibbert mittlerweile als Mittelstürmer zu den Leistungsträgern Burys zählte.
Am Saisonende kam er, nachdem er im Reserveteam eine gute Form gezeigt hatte, unter Manager Archie Montgomery in den Heimspielen gegen die Blackburn Rovers (Endstand 0:0) und den FC Birmingham (1:0) zu seinen ersten zwei Erstligaeinsätzen. In der Folgesaison 1907/08 war die Position des rechten Halbstürmers zunächst von Harry Tufnell und später von Bob Currie besetzt, Talbot kam im Saisonverlauf erst Ende Januar 1908 zu zwei Pflichtspieleinsätzen, aber sowohl das Ligaspiel gegen The Wednesday als auch die Zweitrundenpartie im FA Cup gegen die Wolverhampton Wanderers endete in einer 0:2-Niederlage. Im Anschluss an die Pokalniederlage vermerkte die Athletic News über ihn: „Talbot kann Fußball spielen und es ist schade, dass er von seiner Statur her nicht gesegneter ist.“
Zum Saisonende hin wirkte er noch in Partien um den Manchester Senior Cup mit, traf beim 5:1-Halbfinalsieg gegen Oldham Athletic und stand auch bei der 0:1-Finalniederlage gegen Manchester United in der Sturmreihe. Nach einer weiteren Saison ausschließlich im Reserveteam wurde Ende Mai 1909 seine Verpflichtung durch Ashton Town vermeldet, einen Klub der ebenfalls in der Second Division der Lancashire Combination spielte. Letztmals findet sich sein Name im April 1910, in der Partie gegen Lancaster erzielte er zunächst einen Treffer, bevor er einen Beinbruch erlitt.